# Schaduwbibliotheek
Een schaduwbibliotheek (Engels: shadow library) is een online database die vrije toegang biedt tot informatie die normaal gesproken niet (gemakkelijk) toegankelijk is. Dergelijke informatie kan om verschillende redenen ontoegankelijk zijn, zoals een betaalmuur, auteursrechtcontroles of andere barrières die door de oorspronkelijke eigenaren van de inhoud zijn geplaatst. Schaduwbibliotheken bevatten meestal tekstuele informatie zoals boeken of publicaties, maar kunnen ook andere digitale media vrijgeven, waaronder software, muziek of films. Schaduwbibliotheken maken vrijwel altijd inbreuk op het auteursrecht.
Voorbeelden van schaduwbibliotheken zijn Library Genesis, Z-Library en Sci-Hub, die ten doel hebben voornamelijk wetenschappelijke onderzoeksartikelen en academische literatuur te ontsluiten.